# Schuß im Morgengrauen
Pour plus de détails, voir Fiche technique et Distribution.
Schuß im Morgengrauen est un film allemand réalisé par Alfred Zeisler, sorti en 1932.

## Synopsis
Un officier de police judiciaire, Müller IV, est chargé de surveiller le bijoutier soigné Taft. Il est prouvé que l'homme est impliqué dans des affaires louches. Müller était stationné dans son véhicule de service devant la villa Tafts lorsqu'un coup de feu a été tiré à l'aube et que le policier est décédé. Les collègues inspecteurs Schmieter et Holzknecht voulaient le rencontrer et doivent maintenant éclaircir la mort violente de l'un des leurs. Leur soupçon tombe d'abord sur la personne observée, mais il a un alibi en béton. Juwelier Taft n'était pas chez lui au moment du crime mais revenait d'un voyage d'affaires qui l'avait conduit à Berlin. Donc Müller observait en fait une maison vide.
Ce voyage de retour est tout sauf agréable pour Taft, car sur le chemin du retour, il est arrêté par deux criminels bien connus qui lui demandent de l'argent. Cependant, comme il n'a rien avec lui, il propose un marché bon gré mal gré : son ex-femme Irène possède une précieuse bague en diamant, à laquelle il peut donner accès aux deux escrocs. Irene, qui séjourne actuellement dans un hôtel chic de Potsdam, est ravie de revoir son ex-mari beaucoup plus âgé, qui ne serait que de passage. Elle ne sait pas que Taft vient de voler sa clé de coffre-fort et de la mettre sous le radiateur pour la récupérer. Taft n'est pas le seul à se présenter dans la chambre d'Irene. Peu de temps après, un prétendu acheteur potentiel de la villa de Taft, l'élégant Herr Petersen, qui, cependant, se cache immédiatement lorsqu'il entend Irene dans la salle de bain voisine. La femme, qui y prend un bain, reçoit une autre visite d'un homme, cette fois d'un certain Dr. Sandeg.
Sandegg n'est autre que l'un des deux criminels qui ont tenté d'extorquer de l'argent à Taft. Il est venu voler le diamant qu'Irène a déposé dans le coffre-fort mural de l'hôtel, alors il cherche d'abord sous le radiateur où Taft a caché la clé du coffre-fort juste avant. Petersen s'avance et les deux hommes échangent des coups pendant un moment. docteur Sandegg est capable de fuir avec son butin de diamants. Irene Taft ne comprend la situation que lorsqu'elle se rend compte que quelqu'un a vidé le coffre-fort. Lorsqu'elle est ensuite attirée dans la villa vide de Taft, la situation dégénère de façon spectaculaire. À ce stade, Taft a déjà été assassinée par les gangsters et sa vie s'annonce également très mauvaise. Mais maintenant que M. Petersen s'avère être un inspecteur criminel, qui veut casser le gang. Il y a un échange de tirs entre la police et les criminels, au cours duquel Irène est libérée et la bague en diamant récupérée.

## Fiche technique
- Titre : Schuß im Morgengrauen
- Réalisation : Alfred Zeisler
- Scénario : Rudolph Cartier, Egon Eis et Otto Eis d'après la pièce de Harry Jenkins
- Photographie : Werner Bohne (en) et Konstantin Irmen-Tschet
- Montage : Erno Hajos
- Musique : Bronisław Kaper
- Pays de production : République de Weimar
- Format : Noir et blanc - 1,37:1 - Mono
- Genre : Policier et drame
- Date de sortie : 1932

## Distribution
- Ery Bos : Irene Taft
- Genia Nikolajewa (en) : Lola
- Karl Ludwig Diehl (en) : Petersen
- Theodor Loos : Bachmann
- Fritz Odemar : Dr Sandegg
- Peter Lorre : Klotz
- Heinz Salfner (en) : Joachim Taft
- Gerhard Tandar (de) : Müller IV
- Kurt Vespermann : Bobby
- Ernst Behmer : Pompiste